# Master Reference Number
Die Master Reference Number, auch Hauptbezugsnummer kurz MRN, wird in EU- und NCTS-Staaten von den Zollbehörden Vorgängen in einem Zollverfahren zugewiesen.
Zukünftig sollen EU- und NCTS-weit alle MRN nach gleichem Schema aufgebaut und an ihren Verfahrenskennungen zuzuordnen sein.
Aufbau einer MRN
- 15 = Jahr
- RO = Land
- 9876AB889012 = Eindeutige Kennung
- B = Verfahrenskennung
- 5 = Prüfziffer

Verfahrenskennungen
- A bis D = Ausfuhrvorgänge
- E, J bis L = Versandvorgang
- M = Statusnachweis/Manifest
- R bis T, V = Einfuhrvorgänge
- U, W = Vorübergehende Verwahrung

## Situation in Deutschland
Von der Deutschen Zollverwaltung wird die MRN über die Anwendung ATLAS für Vorgänge im Versand- und Ausfuhrverfahren vergeben. Die Verfahrenskennungen werden seit 2022 an den EU-Standard angeglichen.
Aufbau einer deutschen MRN
Deutsche MRN unterscheiden sich von den übrigen – abgesehen vom Länderkürzel „DE“ – dadurch, dass die Stellen fünf bis acht die Zollstellennummern abbilden und die eindeutige Kennung (zurzeit noch) rein numerisch ist.
- 07 = Jahr
- DE = Land
- 3302 = Abgangs-/Ausfuhrzollstelle (hier: Frankfurt am Main/Fracht)
- 12345678 = variable Nummer, die nach einem auf dem diskreten Logarithmus beruhenden System erzeugt werden. Die Nummer ist zwar fortlaufend, jedoch ist eine logische Weiterführung kaum möglich, was einen Betrug nahezu unmöglich macht.
- M = Verfahrenskennung (hier: Versandverfahren, veraltet)
- 9 = Prüfziffer

Verfahrenskennungen (bis 2023)
- A = entgegengenommener, jedoch noch nicht überlassener Versandvorgang
- E = Ausfuhrvorgang
- M = in das Versandverfahren überlassener Vorgang